# Marion Dufresne (1995)
Pour les articles homonymes, voir Marion Dufresne.
Le Marion Dufresne (2e du nom), surnommé aussi Le Marduf, est un navire français assurant notamment le ravitaillement des Terres australes et antarctiques françaises du sud de l’océan Indien.

## Dénomination
Ce navire est le second à porter le nom de Marc Joseph Marion du Fresne, un explorateur français du XVIIIe siècle, et succède au Marion Dufresne (1972-1995).

## Missions
Le Marion Dufresne appartient au territoire des TAAF et est armé par Louis Dreyfus Armateurs. Immatriculé à Marseille, il est basé à La Réunion. Il réalise principalement deux missions :
- logistique des îles australes françaises, Amsterdam, Crozet, Kerguelen et occasionnellement des îles Éparses de l'océan Indien[2] pour les Terres australes et antarctiques françaises ;
- recherche océanographique pour l'Institut français de recherche pour l'exploitation de la mer (IFREMER).

Au cours d’une mission australe d'environ un mois, il effectue les relèves de personnels, le ravitaillement en vivres, matériels et carburants sur l’île de la Possession, principale île de l'archipel Crozet, sur les îles Kerguelen, et enfin sur l’île Amsterdam. Il passe également par l’île Tromelin, en début ou en fin de mission[réf. nécessaire].

## Historique
Lors du Vendée Globe 2008-2009, le Marion-Dufresne participe à une mission de sauvetage du voilier échoué de Bernard Stamm aux îles Kerguelen, son mouillage en face de Port-aux-Français n'ayant pas tenu.
En mai 2009, il ramène 500 tonnes de déchets après une rotation exceptionnelle dans les îles Éparses.
Le matin du 14 novembre 2012, le Marion-Dufresne, après avoir ravitaillé le refuge de Pointe Basse sur l'île de la Possession, heurte un haut-fond. Il en résulte une entaille de 25 mètres à bâbord de la coque. Il est mis au mouillage dans la baie du Marin. L'avarie provoque l'annulation de la tournée de ravitaillement des îles Kerguelen et Amsterdam ainsi que la quatrième opération de ravitaillement prévue dans l'année.
En 2015, le navire a subi une refonte aux chantiers Damen de Dunkerque pour lui permettre de continuer à naviguer une quinzaine d'années.
En 2016, le navire part explorer le bassin de Wharton, au sud de Java, à la suite des séismes de 2012 à Sumatra du 11 avril 2012.
Lors du Vendée Globe 2016, le Marion-Dufresne participe à une mission de sauvetage à 150 milles au nord-est des îles Crozet. Le 7 décembre, à 1 h 30 du matin, heure française, il récupère Kito de Pavant dont le voilier a percuté un objet flottant non identifié (OFNI) : une importante voie d'eau mettait le navigateur en danger.
En 2023, il est utilisé pour apporter depuis La Réunion de l'eau potable à Mayotte, soumise à des restrictions critiques.

## Navire à multiples usages
Ce bateau a été conçu pour réaliser simultanément différentes fonctions :
- recherche scientifique avec 650 m2 de laboratoires, un système de treuillage pour la manipulation d'engins et matériels lourds, un sondeur multifaisceaux et un carottier (qui permet les prélèvements les plus longs au monde, de plus de soixante mètres[10],[11])[12] ;
- transport du personnel des bases des TAAF et des visiteurs (110 passagers) ;
- transport de conteneurs et de colis lourds (capacité de 4 600 m3), deux grues jumelables de 25 tonnes et trois autres grues de service ;
- transport du fioul pour les stations ;
- héliport pour un hélicoptère de type Écureuil, Lama ou Dauphin.

### Articles liés
- Murmures dans les rugissants, documentaire de Lauren Ransan [13]